# Awifaunistyka
Awifaunistyka – dział ornitologii zajmujący się opisem terenu pod względem jakościowego (gatunkowego) oraz ilościowego występowania na nim ptaków. Teren opisywany przez awifaunistykę może być wyróżniony ze względu na szczególny rodzaj środowiska – biotop, lub obejmować dany obszar geograficzny np. całe państwo. 
Awifaunistyki nie należy mylić z ornitogeografią, której przedmiotem jest rozmieszczenie geograficzne ptaków na kuli ziemskiej.
Jakościowy opis awifaunistyczny wyróżnia na danym terenie następujące gatunki ptaków:
- lęgowe, które na danym terenie wyprowadzają lęgi, w tym:
  - osiadłe, które przebywają na tym samym obszarze cały rok, także poza okresem lęgowym,
  - częściowo osiadłe, które poza okresem lęgowym przemieszczają się, ale w ramach swego zasięgu, lub tylko w niektórych latach w przypadku bardzo złych warunków atmosferycznych (np. podczas srogiej zimy, lub dotkliwej suszy),
  - wędrowne, które na danym obszarze przebywają tylko w okresie lęgowym i wykonują sezonowe wędrówki,
- przelotne, pojawiające się na danym obszarze tylko w trakcie wędrówek z obszarów lęgowych do zimowisk,
- gości zimowych, czyli ptaki spędzające na danym obszarze okres pozalęgowy,
- zalatujące, które na badanym obszarze pojawiają się sporadycznie i nieregularnie.

Kompletny spis jakościowy dla danego kraju, obejmujący wszystkie znane gatunki pogrupowane w wyżej wymienione kategorie, określany jest angielskim terminem check-list. Dla Polski aktualną Listę awifauny krajowej prowadzi Komisja Faunistyczna Sekcji Ornitologicznej Polskiego Towarzystwa Zoologicznego. Lista ta 31 grudnia 2022 roku zawierała 473 gatunki ptaków.
Obecnie opis jakościowy uzupełnia się w miarę możliwości opisem ilościowym, dzięki czemu możliwe jest zebranie danych służących określeniu trendów w awifaunie danego obszaru. Dane dla jakościowego i ilościowego opisu faunistycznego zbierane są na podstawie bezpośrednich obserwacji oraz dokumentacji fotograficznej i fonograficznej.